# Пасифик-плейс

Карта комплекса Pacific Place

Пасифик-плейс (Pacific Place, 太古廣場) — многофункциональный высотный комплекс, расположенный в Гонконге, в округе Сентрал-энд-Вестерн, в районе Адмиралтейства. Включает в свой состав три фазы, которые объединяют офисные здания, отели, жилые апартаменты, четырёхуровневый торговый центр с универмагом Harvey Nichols, магазинами, бутиками, кинотеатрами, ресторанами и паркингом. 
Через подземные переходы торговый центр связан со станцией метро Адмиралтейство (Admiralty Station) и комплексом Three Pacific Place. Пешеходные мосты связывают торговый центр с соседними комплексами Queensway Plaza и United Centre, а эскалаторы — с Гонконгским парком. 
Первая и вторая фазы Пасифик-плейс были построены на месте одной из самых старых британских военных баз в Гонконге — расформированных бараков Виктория (землю на аукционе правительство колонии продало почти за 1 млрд ам. долл.). Третья фаза была построена на месте снесённого ветхого жилья на границе районов Сентрал и Ваньчай. Архитектором Пасифик-плейс выступила компания Wong & Ouyang (HK) Limited, девелопером комплекса является компания Swire Properties.
|  |                     |  |
|  | Экстерьер комплекса |  |

## Первая фаза
Включает построенные в 1985 — 1988 году 50-этажный отель JW Marriott / жилой комплекс The Upper House (164 м) и 40-этажное офисное здание One Pacific Place (162 м).

## Вторая фаза
Включает построенные в 1986 — 1991 году 57-этажный отель Shangri-La / офисный центр Two Pacific Place (213 м) и 61-этажный отель Conrad Hong Kong / жилой комплекс Pacific Place Apartments (199 м).

## Третья фаза
Включает построенное в 2001 — 2004 году 40-этажное офисное здание Three Pacific Place (182 м).
|  |  |                           |  |  |
|  |  | Интерьер торгового центра |  |  |